# Perseitol
Perseitol, C
7H
16O
7 – alkohol polihydroksylowy o słodkim smaku (cukrol).